# Knipowitschia caucasica
Knipowitschia caucasica је зракоперка из реда Perciformes и фамилије Gobiidae.

## Угроженост
Ова врста није угрожена, и наведена је као последња брига јер има широко распрострањење.

## Распрострањење
Ареал врсте Knipowitschia caucasica обухвата већи број држава у Азији и Европи. 
Врста је присутна у Азербејџану, Албанији, Бугарској, Грузији, Грчкој, Ирану, Казахстану, Молдавији, Румунији, Русији, Туркменистану, Турској и Украјини.

## Станиште
Станишта врсте су језера и језерски екосистеми, речни екосистеми и слатководна подручја. 
Врста је присутна на подручју Аралског мора.